# Ida Pfeiffer
Ida Pfeiffer (n. Reyer, 14 octombrie 1797, Viena – d. 27 octombrie 1858, Viena) a fost o scriitoare austriacă.
După o serie de greutăți întimpinate în timpul copilăriei și în cadrul căsătoriei, Ida a petrecut ultimii anii de viață făcând călătorii în lume, ea fiind prima femeie care a făcut înconjurul Pământului. Ida Pfeiffer a călătorit pe toate cele patru continente, distanța călătoriilor pe mare însumând 240.000 km, iar pe uscat 32.000 km. Ea a descris aceste călătorii în 13 cărți care au fost traduse în șapte limbi.

## Date biografice
Ida Reyer a fost al treilea copil dintr-o familie de negustori bogați din Viena. Pânâ la vârsta de 9 ani când a murit tatăl ei, Ida a primit o educație severă, asemănătoare cu cea primită de cei cinci frați ai ei. Educație lor avea ca intenție să îi facă să fie curajoși, hotărâți, rezistenți la privațiuni și durere. În mod frecvent până și cele mai mici dorințe ale copiilor nu erau satisfăcute, hrana pe care o primeau fiind simplă și de multe ori insuficientă. Tatăl ei spunea în glumă că o va educa pe Ida pentru o carieră de ofițer, Ida fiind îmbrăcată la fel ca frații săi, nu se juca cu păpuși, fiind preocupată de sport, sau expediții, ca și alte activități care erau considerate în perioada aceea masculine. După moartea tatălui, mama a căutat fără succes să schimbe educația fetei, care purta mai departe aceeași îmbrăcăminte masculină. În amintirile sale despre copilărie, ea spune: „ce caraghios cred că arătam ca fată în hainele acelea lungi și cu puratarea mea băiețoasă”.
În anul 1810, prin angajarea unui învățător particular, are loc o cotitură în viața Idei, el reușește să o convingă să accepte o educație și comportare feminină.